# Mladen Ramljak
Mladen Ramljak (Zagreb, 1. srpnja 1945. – kraj Novske, 13. rujna 1978.), bio je hrvatski nogometaš. Po vokaciji obrambeni igrač. Smiren i hladnokrvan, sjajan tehničar, odlično je igrao glavom i organizirao obranu. Lakih pokreta, odličnog postavljanja te nadasve korektan borac.

## Klupska karijera
Ponikao je u omladinskoj školi zagrebačkog Dinama. Nastupao je za Dinamo od 1962. do 1973. godine, s kojim je osvojio kup u sezonama 1964./65. i 1968./69. te Kup velesajamskih gradova 1966./67. Prvo kao branič, a kasnije kao centarhalf za Dinamo sveukupno je odigrao 523 utakmice. Od 1973. do 1977. godine igrao je za Feyenoord iz Rotterdama, te je osvojio nizozemsko prvenstvo i Kup UEFA 1973./74..

## Reprezentativna karijera
Za jugoslavensku reprezentaciju je nastupao u razdoblju od 1966. do 1972. godine te je odigrao 13 utakmica. Prvi nastup je zabilježio protiv reprezentacije Mađarske (2:0) u Zagrebu 1966. godine, a posljednji put protiv reprezentacije SSSR-a (0:3) u Moskvi 1972. godine. Odigrao je i 5 utakmica za omladinsku reprezentaciju Jugoslavije (1962. – 1964.), jednu za mladu (1964.) i jednu za B vrstu (1964.).

## Pogibija i spomen
Mladen Ramljak tragično je poginuo u automobilskoj nesreći kraj Novske, u 34. godini života. Od 2003. godine u spomen na svoga bivšeg juniora i dugogodišnjeg prvotimca GNK Dinamo organizira međunarodni omladinski Memorijalni turnir Mladen Ramljak.

## Priznanja

### Klupska
Dinamo Zagreb
- Kup maršala Tita (2): 1964./65. i 1968./69.
- Kup velesajamskih gradova (1): 1966./67.

Feyenoord
- Prvak Nizozemske (1): 1973./74.
- Kup UEFA (1): 1973./74.

### Reprezentativna
Jugoslavija
- Europsko prvenstvo: 1968. (srebro)